# Bão Linfa (2015)
Bão nhiệt đới dữ dội Linfa, số hiệu JMA: "1510", JTWC: "10W", Việt Nam: "Cơn bão số 2", còn được biết đến ở Philippines với tên gọi Bão Egay là một xoáy thuận nhiệt đới đã ảnh hưởng đến miền Bắc Philippines, Đài Loan và miền Nam Trung Quốc vào đầu tháng 7 năm 2015. Là cơn bão thứ 10 được đặt tên của mùa bão Tây Bắc Thái Bình Dương 2015, Linfa hình thành từ một nhiễu động nhiệt đới yếu, gắn với một dải hội tụ nhiệt đới hoạt động, trên vùng biển Philippines vào ngày 30 tháng 6. Sau đó, vùng nhiễu động dần mạnh lên, khiến cả JMA và PAGASA nâng cấp nó lên thành một áp thấp nhiệt đới vào ngày 1 tháng 7. Sang ngày hôm sau JTWC cũng đã nâng cấp hệ thống lên thành áp thấp nhiệt đới, cùng lúc JMA đã nâng nó thành bão nhiệt đới Linfa.

## Lịch sử khí tượng
Vào cuối tháng 6, một rãnh gió tây di chuyển qua phía tây Thái Bình Dương, góp phần hình thành bão Chan-hom cũng như hình thái thời tiết khác sẽ trở thành cơn bão Linfa. Vào ngày 1 tháng 7, một vùng đối lưu lớn tồn tại ở phía đông của Philippines, với một hoàn lưu xoáy đi kèm bị lộ do gió đứt vừa phải. Lúc 06:00 UTC ngày hôm đó, Trung tâm Cảnh báo Bão Liên hợp (JTWC) đã đánh giá khả năng hình thành bão nhiệt đới trong 24 giờ tiếp theo là thấp. Tuy nhiên, hệ thống đã nhanh chóng tổ chức, khiến JTWC đưa ra Cảnh báo Hình thành Xoáy thuận nhiệt đới (TCFA) vào cuối ngày hôm đó, cho thấy một cơn xoáy thuận nhiệt đới có thể sắp hình thành. Lúc 18:00 UTC ngày 1 tháng 7, Cục Khí tượng Nhật Bản (JMA) cho rằng rằng một áp thấp nhiệt đới đã phát triển cách đảo Samar của Philippines khoảng 500 km (310 mi) về phía đông-đông bắc. Vào đầu ngày hôm sau, JTWC đã phân loại hệ thống này là áp thấp nhiệt đới 10W, dựa trên sự tổ chức của các dải mây mưa ở trung tâm. PAGASA (Cục quản lý Thiên văn, Địa vật lý và Khí quyển Philippines)  cũng bắt đầu chú ý và theo dõi hệ thống này và đặt cho nó tên địa phương là Egay.
Với dòng dẫn từ áp cao cận nhiệt đới ở phía đông bắc, hệ thống mới hình thành ban đầu di chuyển theo hướng tây bắc. Mặc dù gió cắt làm lệch tổ chức đối lưu, JMA đã nâng cấp hệ thống lên thành bão nhiệt đới lúc 12:00 UTC ngày 2 tháng 7, đặt tên là Linfa. Cơn bão tăng cường từ từ, do bão được hỗ trợ bởi dòng phân kì tốt về phía nam (dòng phân kì hướng xích đạo) và nhiệt độ nước biển bề mặt cao. Vào ngày 3 tháng 7, bão nhanh chóng di chuyển về phía tây nam, vào thời điểm đó cấu trúc đối lưu của bão đã phát triển thành một vùng mây đối lưu dày đặc ở trung tâm. Có sự không chắc chắn trong dự báo cơn bão khi bão khi nó tiếp cận Philippines. Điều này là do khả năng tương tác với Bão Chan-hom ở phía đông bắc và sự khác biệt trong các mô hình dự báo thời tiết số về một rãnh thời tiết, ảnh hưởng đến đường đi của bão (bão sẽ đi theo hướng Đông hay hướng Tây).
Sau khi quay ngược về hướng tây bắc, vùng mây đối lưu xung quanh Linfa thậm chí còn trở nên đối xứng hơn, mặc dù hoàn lưu hơi kéo dài. Lúc 06:00 UTC ngày 4 tháng 7, cơn bão đạt cường độ cực đại ban đầu, với sức gió duy trì trong 10 phút là 85 km/h (53 mph) theo JMA. Khi Linfa đến gần miền bắc Philippines, phần lớn đối lưu đã dịch chuyển sang vùng ngoại vi phía nam trung tâm do có gió đứt liên tục và mạnh. Cuối ngày 4 tháng 7, Linfa đổ bộ lên Palanan, Isabela, trên đảo Luzon. Bão di chuyển về phía tây, quét qua hòn đảo, hoàn lưu cơn bão trở nên vô tổ chức, đối lưu lõi giảm đi. Đến cuối ngày 5 tháng 7, Linfa di chuyển vào biển Đông. Khi đi qua vùng biển rộng, Linfa bắt đầu đổi hướng di chuyển theo hướng Bắc-Tây Bắc, vẫn di chuyển quanh rìa áp cao cận nhiệt đới và dự báo nó sẽ di chuyển qua Đài Loan. Hoàn lưu vẫn được xác định rõ ràng và bị lộ, mây đối lưu dịch chuyển về phía nam. Vùng mây đối lưu rời rạc hay đối lưu khá vô tổ chức và độ đứt gió không thuận lợi, JTWC cho rằng khả năng hoàn lưu sẽ tan dần, có nghĩa là bão sẽ tan trên các vùng biển mở. Đến ngày 7 tháng 7, gió đứt giảm bớt đã cho phép đối lưu tái diễn và cấu trúc đối lưu đã được cải thiện. Vào thời điểm đó, dự báo bão từ JTWC vẫn chưa chắc chắn, nhưng JTWC bắt đầu đề cập đến khả năng bão sẽ chuyển hướng theo hướng tây bắc về phía đất liền Trung Quốc. Cũng vào ngày 7 tháng 7, PAGASA đã đưa ra bản tin cuối cùng về cơn bão khi Linfa di chuyển ra ngoài khu vực chịu trách nhiệm (PAR).
Điều kiện thuận lợi hơn cho phép cơn bão mạnh thêm vào ngày 8 tháng 7. Trong khoảng thời gian đó, cơn bão chuyển hướng nhiều hơn về phía Tây Bắc, hướng đến đất liền Trung Quốc do áp cao cận nhiệt đới lấn vào, khi đó cơn bão ở phía Tây Nam của đảo Đài Loan. Lúc 00:00 UTC ngày 8 tháng 7 , JMA ước tính sức gió tối đa trong 10 phút đạt 95 km/h (50 kt), tương đương cơn bão nhiệt đới dữ dội. Vào thời điểm đó, cơ quan này ước tính vận tốc gió tối đa 1 phút là 120 km/h (65 kt). Sáng sớm ngày 9 tháng 7, Đài Thiên văn Hồng Kông (HKO) đã điều một máy bay trinh sát vào trong cơn bão, quan trắc được sức gió tương đương cơn bão cuồng phong (typhoon), và bán kính gió giật mạnh khoảng 100 km tính từ vùng tâm bão. Khi cơn bão đến gần bờ biển phía nam Trung Quốc, mắt bão rõ rằng và mở rộng với đường kính 37 km, trong khi mây giông đối lưu ở ngoại vi phía bắc giảm bớt . Khoảng 03:00 UTC ngày 9 tháng 7, Linfa đổ bộ vào phía đông Hồng Kông gần Lufeng, Quảng Đông và bão nhanh chóng suy yếu khi đi vào đất liền. Cơn bão quay về phía tây, vào đất liền và di chuyển song song với bờ biển phía nam Trung Quốc. Khi  mây đối lưu giảm dần, gió duy trì trên bề mặt tiếp tục giảm. Lúc 18:00 UTC ngày 9 tháng 7, JTWC đã đưa ra cảnh báo cuối cùng cho Linfa, ngay sau khi JMA hạ cấp cơn bão xuống áp thấp nhiệt đới, hệ thống đã chuyển hướng theo hướng Tây Nam, tan trên vùng biển khơi tỉnh Quảng Đông vào ngày 10 tháng 7.

## Chuẩn bị và tác động

### Philippines

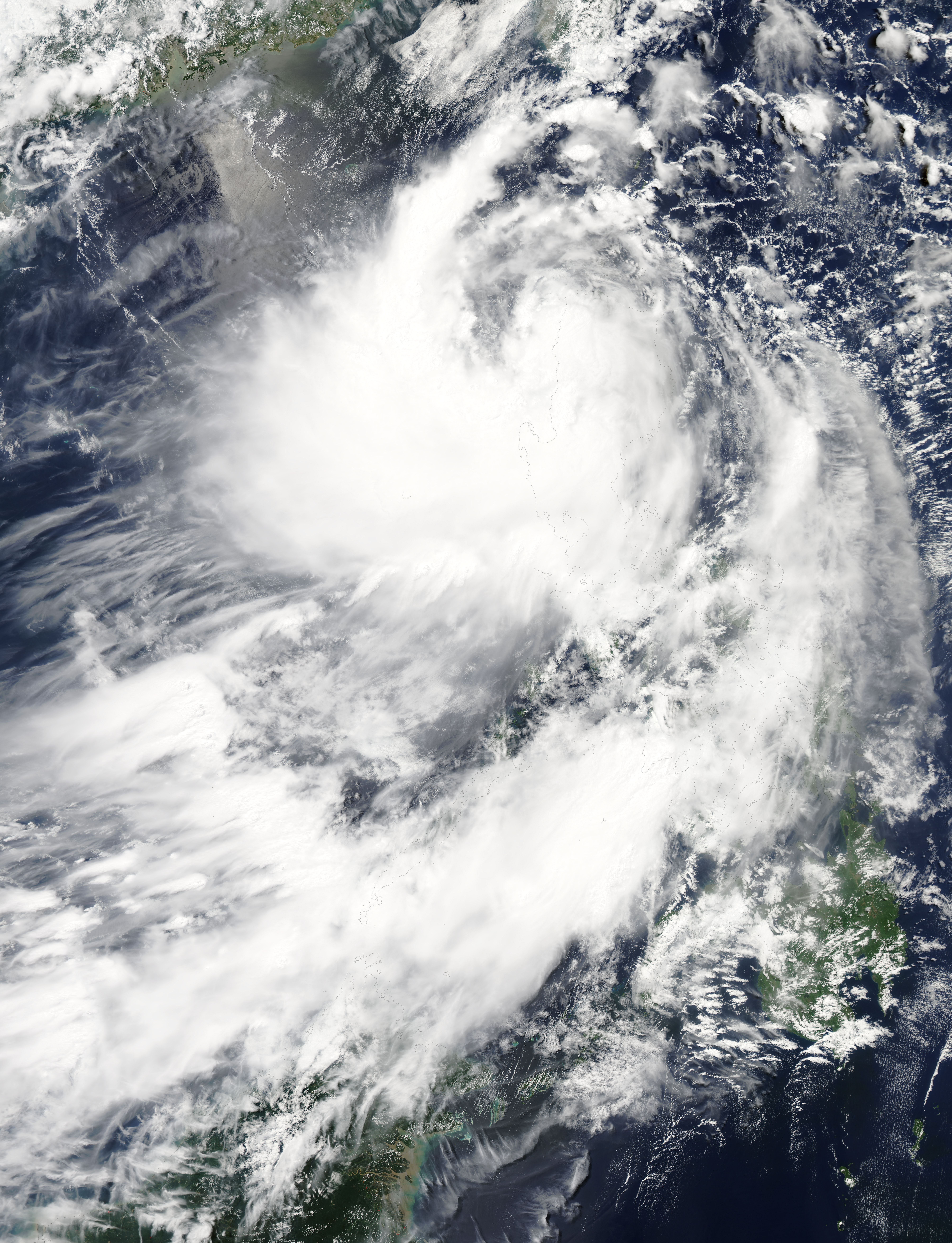
Bão nhiệt đới Linfa trên đất liền Philippines trong ngày 5 tháng 7

Vào ngày 4 tháng 7, theo như thông báo của Pagasa vào thời điểm đó, Linfa (được gọi là Egay tại Philippines) vẫn duy trì cường độ khi nó tiếp tục di chuyển gần hơn đến Luzon. Theo đó, Tín hiệu Cảnh báo Bão Công cộng (PSWS) #2 được phát đi tại Isabela, Quirino và Aurora đồng thời những vùng còn lại ở Luzon được đặt tín hiệu #1. Hội đồng Quản lý Giảm nhẹ Rủi ro Thiên tai Cấp tỉnh (PDRRMC) đã đặt tình trạng báo động cao sau khi cơn bão đổ bộ vào tỉnh Isabela trong tối muộn cùng ngày. Do Linfa làm gió mùa Tây Nam hoạt động tăng cường, tất cả các con tàu tại cảng Manila được lệnh neo đậu và một vài chuyến bay đi và đến vùng Bắc Luzon bị hủy bỏ. Trong khi đó các trường học ở vùng đô thị Manila đã phải đóng cửa từ ngày mùng 6 đến ngày mùng 8 do lũ lụt và lở đất.
Ở vùng Ilocos nơi Linfa nán lại trong suốt ngày 4 tháng 7, một tàu cá Trung Quốc cập cảng Currimao đã bị sóng lớn đánh mắc cạn. Trên toàn khu vực, đã có 1.603 hộ dân từ các tỉnh La Union, Pangasinan và Ilocos Sur phải đi di tản khỏi những căn nhà của họ. Tình trạng khẩn cấp cũng đã được ban bố tại tỉnh La Union trong ngày mùng 6 vì cơn bão.
Theo như NDRRMC, không có trường hợp thiệt mạng nào được báo cáo, trong khi tổng thiệt hại tại Philippines đã lên tới 214,6 triệu Peso (4,8 triệu USD).

### Trung Quốc

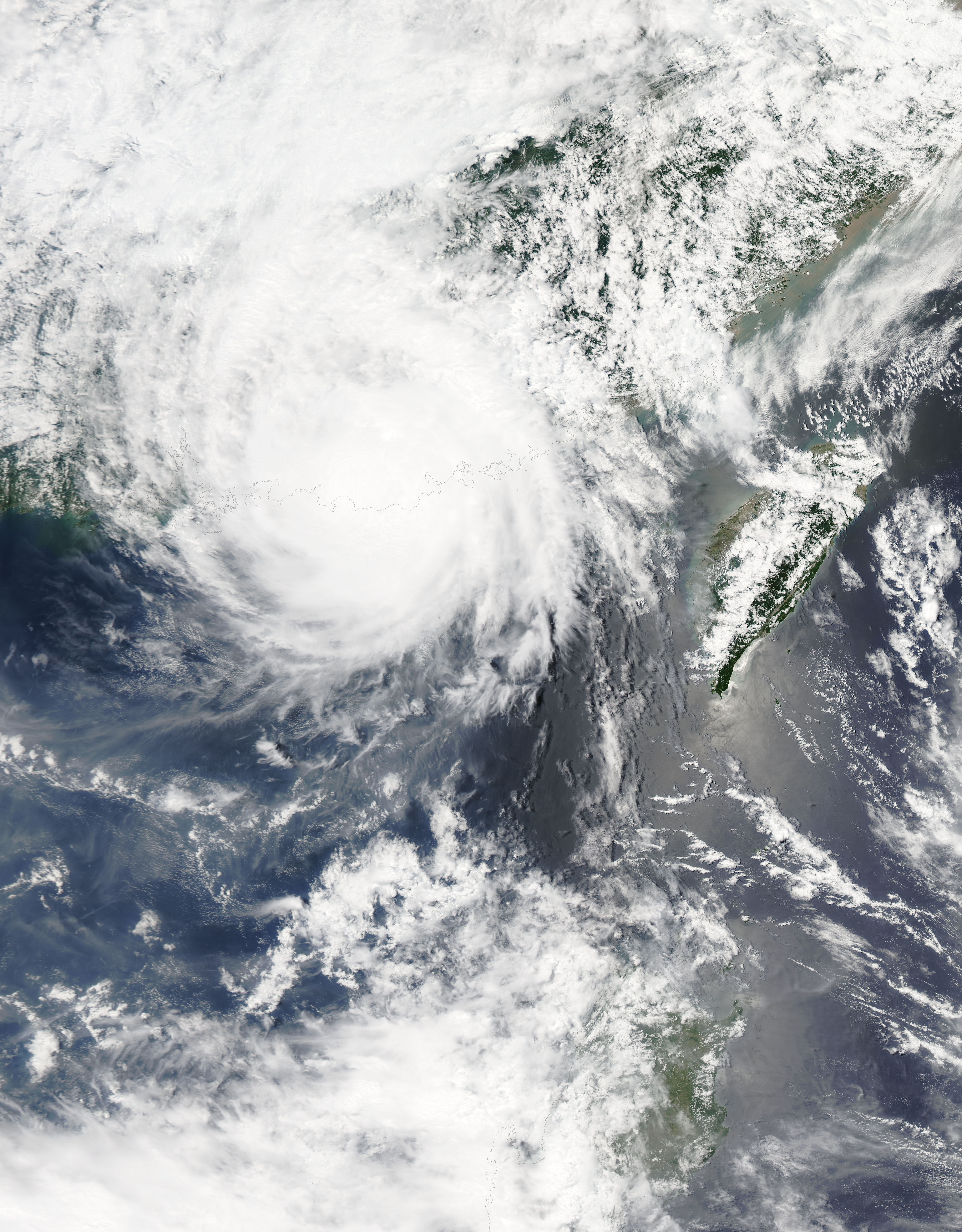
Bão nhiệt đới Linfa trên đất liền Trung Quốc trong ngày 9 tháng 7, ngay trước khi suy yếu thành áp thấp nhiệt đới

#### Đất liền
Theo những ước tính sơ bộ thì tại miền Nam Trung Quốc, thiệt hại kinh tế do bão đạt 1,2 tỉ Yoan (213 triệu USD). Tổng cộng đã có 288 ngôi nhà bị sập và 56.000 người phải đi di tản. Tại Yết Dương đã quan trắc được gió giật với vận tốc 106 dặm/giờ (171 km/giờ).

#### Hong Kong
Khi Linfa tiếp cận Quảng Đông, Hong Kong, tín hiệu bão đã được nâng lên mức 8 vào thời điểm 4:40 chiều giờ địa phương. Tuy nhiên, gió tại đây đã đạt tối đa vào buổi chiều và giảm dần sau khi tín hiệu 8 được ban hành do cơn bão suy yếu nhanh chóng. Đến thời điểm 10:10 tối tín hiệu đã hạ thấp xuống mức 3. Vì bão, Sân bay Quốc tế Hong Kong đã phải đóng cửa trong ngày 9 tháng 7, cùng với xấp xỉ 1.020 chuyến bay bị hủy bỏ và thay đổi lịch.